# Bed Bath & Beyond

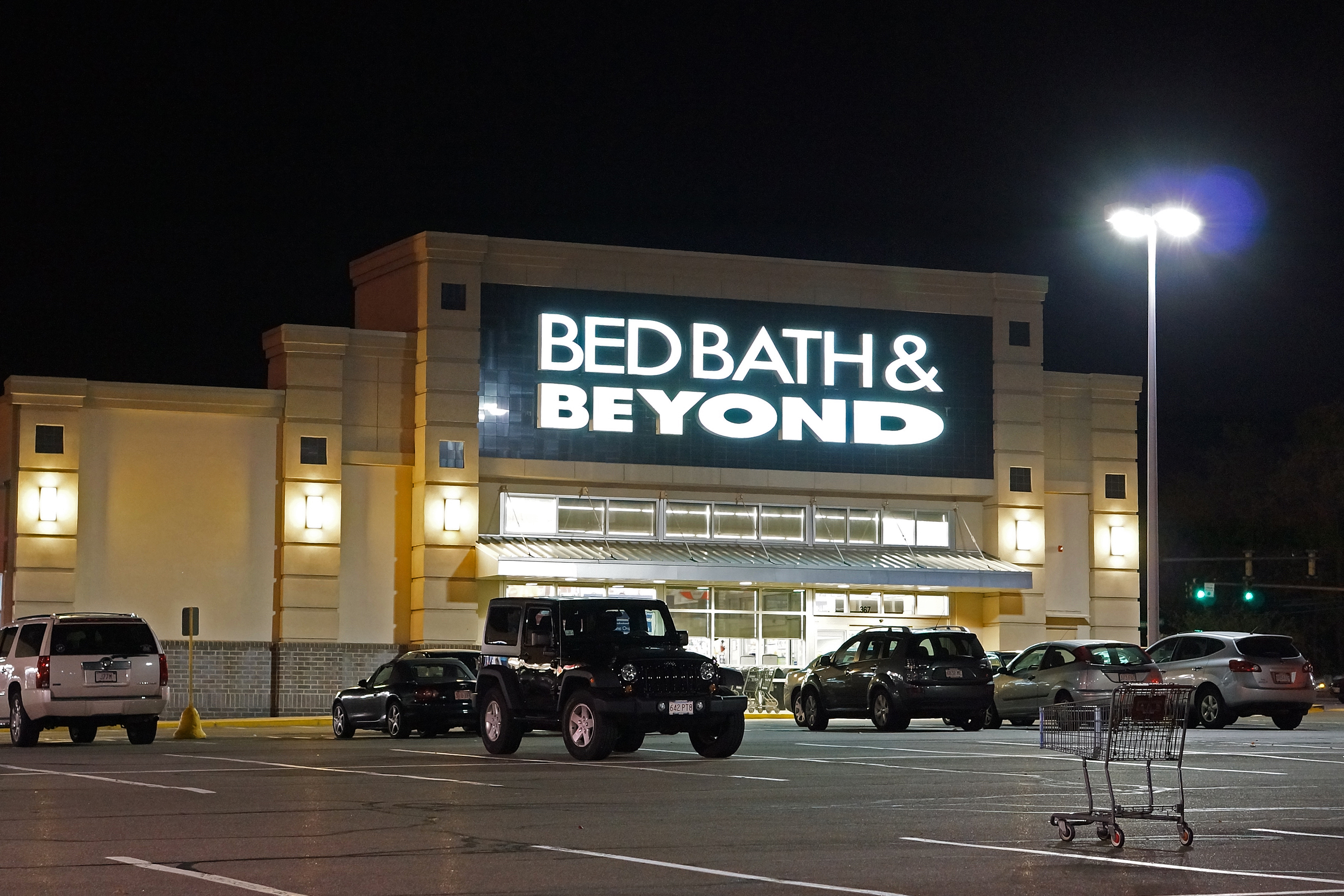
Una sede di Bed Bath & Beyond a Saugus, Massachusetts, nell'ottobre 2011. Questa sede è stata chiusa nel febbraio 2021 insieme ad altri 43 negozi.

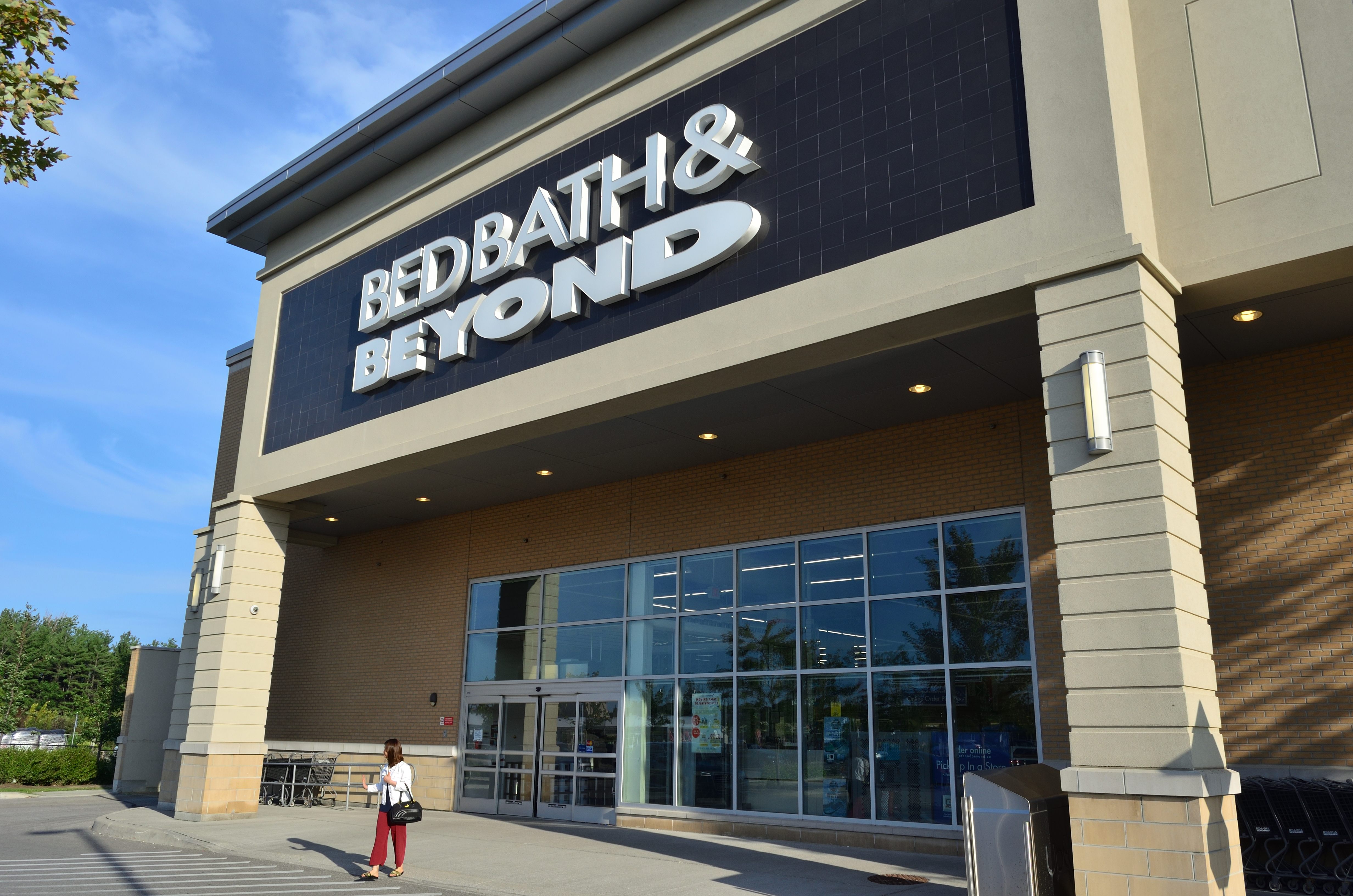
Bed Bath & Beyond a Markham, Ontario, nell'agosto 2018.

Bed Bath & Beyond Inc. è una catena americana di negozi al dettaglio. La catena gestisce molti negozi negli Stati Uniti, Canada, Messico e Porto Rico.
Bed Bath & Beyond (poi chiamata 20230930-DK-BUTTERFLY-1) è stata fondata nel 1971. È annoverata tra le Fortune 500 e Forbes Global 2000 .

## Storia
Nel 1971, Warren Eisenberg e Leonard Feinstein occupavano posizioni dirigenziali presso la catena di discount Arlan's, ma, poiché l'azienda soffriva di difficoltà finanziarie e i due credevano che il mercato si sarebbe spostato verso i negozi al dettaglio, decisero di licenziarsi e fondare la propria azienda. Nel 1971 aprirono un negozio a Springfield, nel New Jersey, chiamato Bed 'n Bath. Già nel 1985, Eisenberg e Feinstein gestivano 17 negozi nell'area metropolitana di New York e in California. Sempre in quell'anno fu aperto il primo superstore, nel tentativo di rimanere competitivo con le concorrenti Linens 'n Things, Pacific Linen e Luxury Linens. Per rappresentare l'aumento delle dimensioni dei suoi negozi al dettaglio, l'azienda nel 1987 ha così cambiato il suo nome definitivamente a "Bed Bath & Beyond". L'azienda ha adottato sistemi integrati di gestione dell'inventario basati sul calcolo computaizonale nel 1993 per competere meglio con Linens 'n Things, che già utilizzava la gestione dell'inventario tramite computer dalla fine degli anni '80.
Nel 1991, Bed Bath & Beyond aveva aperto sette nuovi superstore nel New Jersey, California, Virginia, Illinois, Maryland e Florida. Nel 2011, Bed Bath & Beyond contava 1.142 negozi.
La società è diventata pubblica nel giugno 1992, facendo la sua IPO alla borsa valori del NASDAQ, dove le sue azioni continuano a essere scambiate con il simbolo BBBY. Bed Bath & Beyond ha raggiunto per la prima volta 1 miliardo di dollari di vendite annuali nel 1999.
Nel marzo 2019, tre società di investimento attiviste - Legion Partners, Marcellum Advisors e Ancora Advisors - hanno annunciato la loro intenzione di rimpiazzare l'attuale AD Steven Temares e modificare la struttura dell'attuale consiglio di amministrazione di Bed Bath & Beyond. Gli investitori attivisti hanno motivato queste pressioni perché hanno interpretato come nepotismo diverse decisioni, tra cui l'acquisizione di Buy Buy Baby, fondata da due dei figli del co-fondatore di Bed Bath & Beyond, Leonard Feinstein, e quella di Chef Central, creata dal figlio del co-fondatore Warren Eisenberg. Questa situazione ha portato cinque amministratori a dimettersi il 22 aprile 2019 e ha anche portato la società a ridurre il proprio consiglio di amministrazione dai precedenti 12 membri a 10.
Il 13 aprile 2019 è stato riferito che la catena avrebbe chiuso 40 negozi e aperto 15 nuove sedi.
Il 13 maggio 2019, Bed Bath & Beyond ha annunciato che il AD Steven Temares "avrebbe fatto un passo indietro immediatamente" e si sarebbe dimesso dal suo posto nel consiglio di amministrazione. Mary Winston ha sostituito Temares come AD, dopo essere stata nominata dagli investitori AD a interim. Il 4 novembre 2019, Mark Tritton, che in precedenza era responsabile del merchandising di Target, è stato assunto come AD di Bed Bath & Beyond.
La società, che per decenni ha utilizzato coupon e altre tipologie di sconti promozionali per attirare i consumatori, ha annunciato nell'aprile 2019 che avrebbe ridotto l'uso di coupon e rafforzato le restrizioni sul loro utilizzo. Per combattere il calo della redditività, Bed Bath & Beyond ha anche annunciato che avrebbe iniziato a vendere prodotti a marchio del distributore e che si stavano progettando dei cosiddetti "lab stores" che si sarebbero concentrati su decorazioni per la casa, cibi e bevande o prodotti per la salute e la bellezza.
A partire dal 2019, Bed Bath & Beyond gestiva circa 1.530 negozi in tutti i 50 stati degli Stati Uniti, nonché nel Distretto di Columbia, Porto Rico e Canada. Oltre a più di 1.020 negozi Bed Bath & Beyond, la società ne gestiva anche circa 280 per Cost Plus World Market, 100 per Buybuy Baby, circa 80 per Christmas Tree Shop (e marchi correlati) e più di 50 per Harmon.
A causa degli effetti della pandemia di COVID-19, la società ha annunciato che chiuderà più di 200 negozi, circa il 21%, in due anni.
Nel gennaio 2021, Bed Bath & Beyond ha annunciato che avrebbe smesso di vendere MyPillow, citando le scarse vendite. L'annuncio è arrivato sulla scia dell'attacco al Campidoglio degli Stati Uniti del 6 gennaio, degli sforzi dell'AD di MyPillow Mike Lindell volti a ribaltare le elezioni presidenziali del 2020, e con prospetti simili preventivati dai marchi di Kohl's e Wayfair.
Nel marzo 2022, l'ex AD di Chewy, Ryan Cohen, ha inviato una lettera aperta come parte di un documento da depositare alla SEC al Consiglio di amministrazione, chiedendo la vendita o lo scorporo di Buy Buy Baby. Successivamente, Bed Bath & Beyond ha raggiunto un accordo per dare a Ryan Cohen tre posti nel consiglio d'amministrazione in cambio della sua collaborazione e della creazione di un comitato per eseguire il piano proposto da lui.
Il 29 giugno 2022, Bed Bath & Beyond Inc. ha annunciato modifiche significative alla leadership esecutiva. Mark Tritton ha lasciato il suo ruolo di presidente, amministratore delegato e di membro del consiglio ed è stato sostituito da Sue Gove.
Nel luglio 2022, anche FCM BBBY Holdings LLC, gestita da Jake Freeman, ha inviato una lettera aperta, anche questa come parte di un documento di tipo Schedule 13G, chiedendo al consiglio di amministrazione di prendere in considerazione il piano proposto per ridurre il debito di Bed Bath & Beyond e migliorare la liquidità attraverso un'emissione di obbligazioni convertibili.
Nell'agosto 2022, la società ha annunciato la chiusura di 150 negozi che mostravano prestazioni insufficienti  e la riduzione del personale aziendale e della catena di fornitura di circa il 20%.
Il 2 settembre 2022, Gustavo Arnal, direttore finanziario di Bed Bath & Beyond, è caduto mortalmente dal 18 ° piano del suo balcone al 56 di Leonard Street a New York. Arnal è ritenuto dalle autorità che si sia suicidato, dato che era uno degli obiettivi di un'azione collettiva riguardo al fatto che le azioni di Bed Bath & Beyond stessero diventando una bolla speculativa di tipo "pump and dump".
Il 26 ottobre 2022, Bed Bath & Beyond Inc. ha annunciato che Sue Gove è stata votata all'unanimità dal consiglio di amministrazione e sarebbe rimasta AD.
La società ha aperto il 2023 avvertendo gli investitori che potrebbe non sopravvivere all'anno. Il 5 gennaio, le azioni della società sono crollate di quasi il 30% in borsa e la società ha annunciato di avere "sostanziali dubbi" sulla possibilità di continuare a operare come impresa. Gli analisti di Wall Street hanno previsto che la società, non appena il fine settimana del 7-8 gennaio, avrebbe presentato istanza di fallimento secondo il capitolo 11 .

## Sede centrale
La sede centrale dell'azienda si trova a Union, nel New Jersey, si trova lungo la linea principale della abbandonata Rahway Valley Railroad.

## Concorrenza
Dalla liquidazione di Linens 'n Things nel 2008, Bed Bath and Beyond ha avuto diversi importanti concorrenti al dettaglio, tra cui Walmart, Target e JCPenney . Anche aziende come Crate &amp; Barrel, IKEA e le numerose società Williams Sonoma come Pottery Barn e West Elm sono concorrenti.

## Filiali

### Attuale
- Harmon Stores - acquisito nel marzo 2002, gestisce Face Values [33]
- Buy Buy Baby - acquisito nel marzo 2007 per $ 67 milioni [34]